# Heinrich Knobel
Heinrich Knobel (* 19. August 1830 in Ehlen (Landkreis Kassel); † 2. Dezember 1894 ebenda) war ein deutscher Kommunalpolitiker und Mitglied des Preußischen Abgeordnetenhauses.

## Leben
Heinrich Knobel wurde als Sohn des Ackerbauern Georg Werner Knobel und dessen Gemahlin Sophie Anna Viereck geboren. Am 1. Dezember 1868 wurde er für die Dauer von acht Jahren zum Bürgermeister seines Heimatortes gewählt. Dieses Amt hatte er bis zu seinem Tode inne. Im September 1868 erhielt er ein Mandat für den Kurhessischen Kommunallandtag des preußischen Regierungsbezirks Kassel. 1871 wurde er wiedergewählt, war bei der Wahl im Jahre 1877 dem Kandidaten Johannes Martin Wagner unterlegen. 1886 zog er erneut in den Kommunallandtag ein, der ihn aus seiner Mitte zum Abgeordneten des Provinziallandtages der Provinz Hessen-Nassau bestimmte.
In den Jahren 1882 bis 1893 war Knobel Mitglied des Preußischen Abgeordnetenhauses. Er wurde im Wahlkreis Hofgeismar-Wolfhagen gewählt.
Knobel ist in den Zeiten der Revolution von 1848 als unerschrockener Kämpfer für mehr Freiheiten aufgetreten. Hierfür wurde er mehrfach bestraft und musste nach Ende der Niederschlagung der Bewegung auf seinem Hof im Heimatort über mehrere Monate „Strafbayern“ einquartieren. Für Unterbringung und Kost musste er aufkommen.